# Општина Бала (Муреш)
Бала (рум. Băla) општина је у Румунији у округу Муреш.
Oпштина се налази на надморској висини од 442 m.